# Kia Carens
Kia Carens — компактвэн фирмы Kia Motors. Сейчас выпускается в четвёртом поколении. В Северной Америке продавался под именем Rondo, которое обозначает музыкальную форму Рондо.

## Первое поколение
В 1999 году в Kia решили последовать новой мировой моде на небольшие семейные минивэны и пополнить свою линейку компактвэном. В 2000 году с конвейера сошло первое поколение Kia Carens, который на американском и австралийском рынке именовался как Rondo и Rondo7 соответственно.
Модель выпускалась в 5-местном и 7-местном варианте. Первый оснащался 1.8-литровым бензиновым двигателем мощностью 109 лошадиных сил, который работал в паре с 5-ступенчатой механической или АКПП. Для перевозки семи пассажиров модель оснащали 2.0-литровым бензиновым двигателем, выдававшим мощность в 121 «лошадок». Сочетался этот мотор с теми же типами трансмиссий, что и 1.8-литровый двигатель. Все модели имели передний привод.

## Второе поколение
Претерпел изменения экстерьер Carens – поменялась форма переднего бампера, фар головного света, решетка радиатора стала объемней и обзавелась двумя хромированными горизонтальными «ребрами». Форма двери багажника тоже видоизменилась, равно как и форма задней оптики и бампера. Нижняя часть кузова теперь не контрастирует с верхней по цвету, как это было у первого поколения. Машина выросла в габаритах – кузов удлинился на 40 мм (с 4450 до 4490), расширился на 20 мм (с 1730 до 1750) и увеличил высоту на 10 мм (с 1600 до 1610). При этом колесная база осталась прежней – 2570 мм.
Произошли изменения и в техническом оснащении Carens – у неё появился 1.6-литровый бензиновый двигатель мощностью 103 лошадиные силы, который работал в паре исключительно с механической 5-ступенчатой коробкой передач. А также 2.0-литровый дизельный мотор мощностью 113 «лошадок», сочетавшийся как с механической, так и с автоматической 4-скоростной КПП. Также остался в строю 1.8-литровый бензиновый мотор.

### X-Trek
Во втором поколении Kia Carens выпускалась внедорожная дизельная модификация компактвэна, для корейского рынка.

## Третье поколение
В 2006 году публике было представлено третье поколение Kia Carens. С этого времени модель начали производить и в России (Калининградская область). Модель третьего поколения была представлена 25 мая 2006 года на Мадридском автосалоне. Автомобиль был разработан на шасси от Kia Magentis. Модельном ряду Kia Motors Carens занимает место между автомобилями cee’d и Carnival.
| Euro NCAP                                  | Euro NCAP | Euro NCAP | Euro NCAP |
| ------------------------------------------ | --------- | --------- | --------- |
| Рейтинги                                   | Пассажир  |           | 27        |
| Рейтинги                                   | Ребёнок   |           | 34        |
| Рейтинги                                   | Пешеход   |           | 9         |
| Протестированная модель: Kia Carens (2007) |           |           |           |

Машина преобразилась — на 130 мм выросла колесная база, что позволило увеличить пространство в салоне. Также конструкторы увеличили длину кузова (на 55 мм), ширина (на 70 мм) и высота (на 40 мм). Изменения коснулись формы переднего бампера, решетки радиатора, фар головного света. Передние противотуманные фары переместились непосредственно под фары головного света (в предыдущем поколении они размещались в нижнем спойлере). Были изменены ручки боковых дверей (открываются не вверх, на себя), форма заднего бампера и оптики (фонари разместились в вертикальной плоскости, а у предыдущего поколения они были горизонтальными). Кроме того, задняя часть получила по-ситроеновски заломленную корму.
В техническом плане тоже произошли изменения — ушел в прошлое 1.8 литровый мотор, вместо него появился 2.0 литровый двигатель мощностью 145 лошадиных сил. Также машины начали укомплектовывать современной 6-диапазонной механической трансмиссией. В 2011 году модель пережила небольшой фейслифтинг, но с изменённой внешностью она пока продается только на рынке Западной Европы, а в России — с прежним дизайном экстерьера.

### Технические характеристики
Для американского рынка Carens оснащается мощными 2,4 и 2,7 литровыми бензиновыми двигателями. Они работают в паре с 6-скоростной механической и 4-скоростной автоматической трансмиссией. Модель имеет название Rondo.
На российском рынке модель оборудуется тремя двигателями: двумя бензиновыми (объемом 1,6 и 2,0 литра, мощностью 126 и 145 л.с. соответственно) и одним дизельным (объемом 2.0 литра мощностью 140 л.с.). Причем, дизельная версия Carens оснащается 6-ступенчатой механической КПП, а модель с 2,0 литровым бензиновым мотором — как 5-ступенчатой МКПП, так и 4-ступенчатым «автоматом». Комплектация с 1,6 литровым мотором оборудуется 5-ступенчатой «механикой».
- Тормоза — вентилированные, дисковые, с ABS и сервоусилителем
- Тормозные диски — передние 280 мм, задние 274 мм
- Передняя подвеска — независимая, типа Макферсон (пружины винтовые, стабилизирующая штанга)
- Задняя подвеска — независимая, многорычажная (пружины винтовые, стабилизирующая штанга)
- Размерность шин — P205/60 R16
- Рулевое управление — реечное (с усилителем)(повороты руля — 2,86)

## Четвёртое поколение
Четвёртое поколение было представлено на Парижском автосалоне 2012 года. Новый Carens получил новый экстерьер в стиле других автомобилей компании, а также кардинально-изменившийся интерьер. Будет доступно 2 версии, с 5-местным или 7-местным салоном.
Kia Carens четвёртого поколения стал лучшим автомобилем в классе в 2013 году по версии Euro NCAP.

### Безопасность

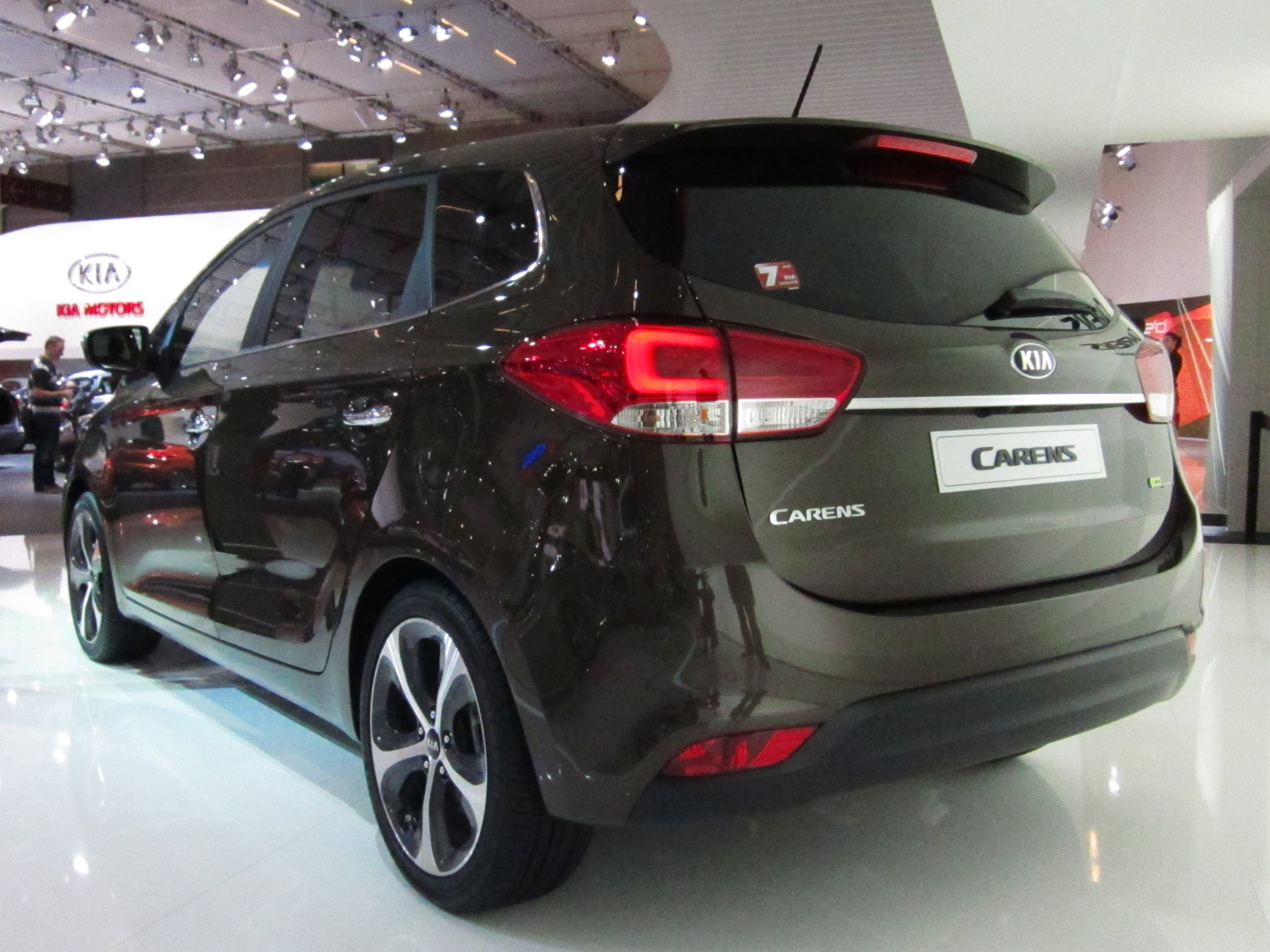
Вид сзади

| Euro NCAP                                                     | Euro NCAP | Euro NCAP | Euro NCAP             |
| ------------------------------------------------------------- | --------- | --------- | --------------------- |
| · общий рейтинг                                               |           |           |                       |
| 94%                                                           | 76%       | 64%       | 81%                   |
| взрослый пассажир                                             | ребёнок   | пешеход   | активная безопасность |
| Протестированная модель: Kia Carens 1.7 дизель EX, LHD (2013) |           |           |                       |

- Вид сзади